# Elizabeth Inchbald
Elizabeth Inchbald lánynevén Simpson (Standingfield, Suffolk, 1753. október 15. – Kensington, London, 1821. augusztus 1.) angol színésznő és írónő.

## Élete
John Simpson és Mary Rushbrook leánya. Először 19 éves korában Londonban lépett fel a színpadon, ahol Joseph Inchbald színészhez (1735-1779) ment nőül, ám házasságuk nem volt felhőtlen. Később írói munkásságot fejtett ki. Különösen érdemesek: A simple story (1791) és Nature and art (1796) című novellái. Darabjai közül A Mogul tale című bohózata és I'll tell you what című vígjátéka arattak sikert. Kiadta a The British Theatre, with biographical and critical remarks (1806-1809, 25 kötet) című gyűjteményt. Memoirs-jait Baaden adta ki (London 1832, 1880). 1784 és 1805 között 19 művét adták elő a londoni színházak.